# Mitchy Ntelo
Mitchy-Yorham Ntelo Mbala (4 mei 2001) is een Belgisch voetballer die in het seizoen 2021/22 door Standard Luik wordt uitgeleend aan MVV Maastricht.

## Carrière
Toen hij vijftien jaar was probeerde Nicolas Anelka, die toen adviseur was bij Roda JC, hem naar Nederland te halen, maar uiteindelijk koos Ntelo voor Standard Luik. In 2020 kon hij rekenen op interesse van Antwerp FC en Eintracht Frankfurt, maar Standard slaagde erin de aanvaller aan boord te houden.
In juli 2021 werd hij samen met Allan Delferriere en Lucas Kalala voor één seizoen verhuurd aan MVV Maastricht. Op 9 augustus 2021 maakte hij er zijn profdebuut: op de eerste competitiespeeldag kreeg hij van trainer Klaas Wels meteen een basisplaats tegen Jong FC Utrecht. Op de derde competitiespeeldag opende hij zijn doelpuntenrekening voor MVV: in de 3-2-zege tegen Helmond Sport was hij goed voor alle drie de doelpunten.